# Badr bin Abdullah Al Saud

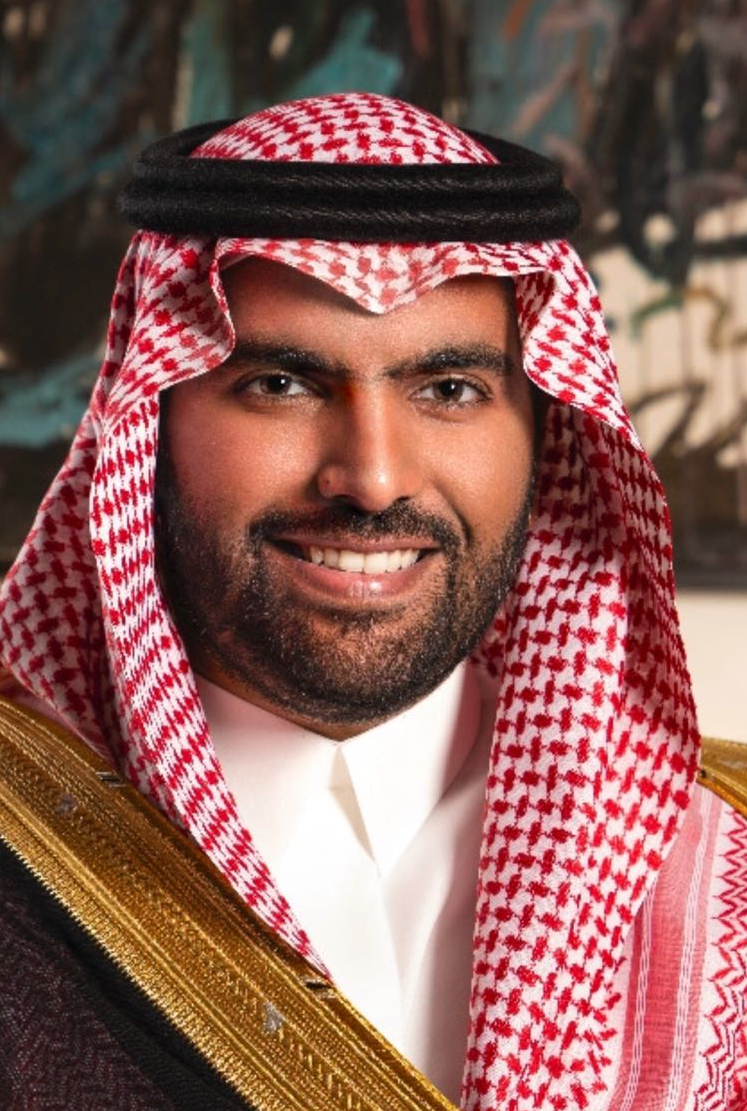
Badr bin Abdullah

Prinz Badr bin Abdullah bin Mohammed bin Nasser bin Saud bin Ibrahim bin Abdullah bin Farhan Al Saud (arabisch بدر بن عبد الله بن محمد بن فرحان آل سعود, DMG Badr b. ʿAbd Allāh b. Muḥammad Āl Saʿūd; * 16. August 1985 in Riad) ist ein saudi-arabischer Politiker und Mitglied der Saudi-Dynastie. Er ist seit Mai 2018 Kulturminister des Königreichs Saudi-Arabien.

## Leben
Badr bin Abdullah wurde 1985 in Riad geboren. Er hält einen Abschluss in Jura von der König-Saud-Universität. Dort studierte er gemeinsam mit dem späteren Kronprinzen Mohammed bin Salman, der zu der Zeit noch ein eher unbedeutendes Mitglied der Königsfamilie war.

### Karriere
Das saudische Kulturministerium wurde im Mai 2018 durch ein königliches Dekret geschaffen. Mit dem Dekret wurde er auch zum ersten Kulturminister ernannt. Seitdem hält er dieses Amt. Bis zu seiner Ernennung war er Vorsitzender der Saudi Media Group. Er war außerdem schon vorher Vorsitzender der Behörde für Kultur.

## Vorfahren
Er stammt aus dem Farhan-Zweig, einem der entferntesten Zweige der saudischen Herrscherfamilie. Der Zweig geht auf Farhan, einen Bruder des Emirs Mohammed bin Saud, zurück. Von der Thronfolge Saudi-Arabiens ist er daher ausgeschlossen.